# Râul Valea Seacă, Telcișor
Râul Valea Seacă este un curs de apă, afluent al râului Telcișor. 